# Craig Conway (acteur)
Craig Conway (South Shields, 28 november 1975) is een Engels acteur. Hij was getrouwd met actrice Jill Halfpenny (2007-2010), samen hebben zij een zoon. Naast zijn filmwerk heeft hij ook in een aantal toneelstukken en Britse tv-serie gespeeld.

## Filmografie
*Exclusief televisiefilms, tenzij aangegeven
| - Our Friends in the North (1996) - Downtime (1997) - Combat (film) (1999) - Dog Soldiers (2002) - Vera Drake (2004) - Jack (2005) - Heatwave (2005) - The Descent (2005) - Hogfather (2006 film) (2006) - Doomsday (2008) | - Romans 12:20 (film) (2008) - The Tournament (2009) - Devil's Playground (2010) - The 4th Reich (2010) - I Am Number Four (2011) - How to Stop Being a Loser (2011) - Airborne (2012) |